# 나폴리 요리

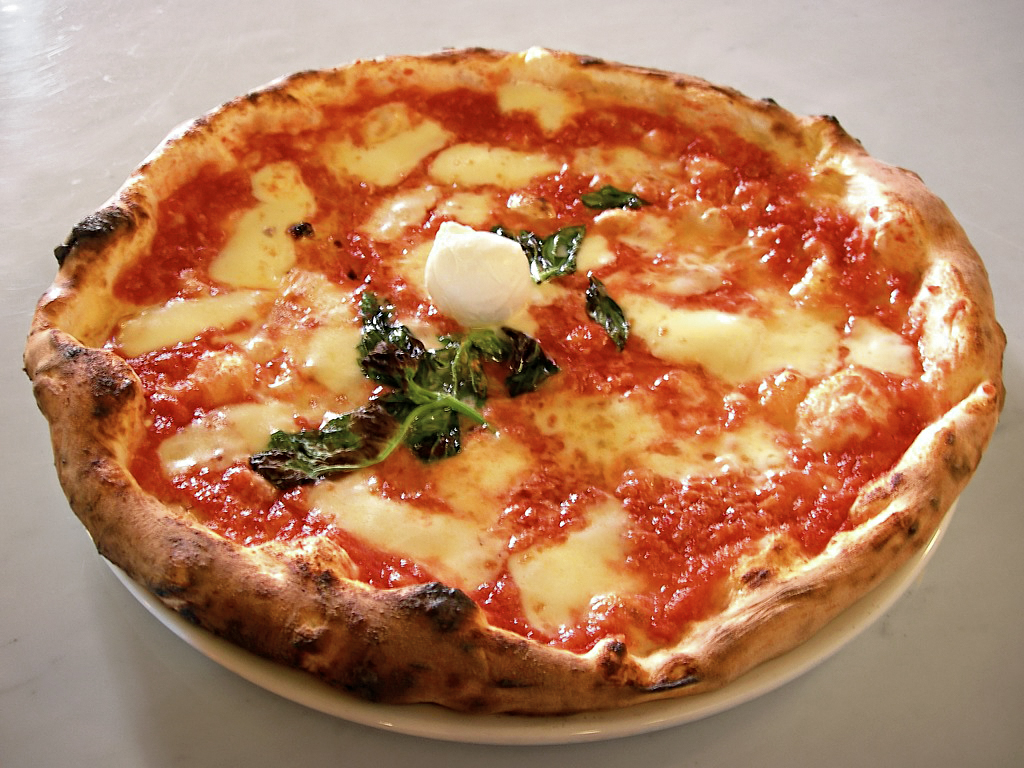
나폴리 요리에서 유래한 피자는 이탈리아의 국민 음식 중 하나로 여겨지며, 그 변형들은 세계에서 가장 인기 있는 음식 중 하나이다.

나폴리 요리(영어: Neapolitan cuisine)는 그레코로만 시대까지 거슬러 올라가는 고대 역사적 뿌리를 가지고 있으며, 나폴리와 그 왕국을 지배했던 아라곤과 프랑스와 같은 다양한 문화의 영향을 받아 수세기에 걸쳐 풍요로워졌다.
나폴리는 나폴리 왕국의 수도였기 때문에, 그 요리는 캄파니아주 지역의 모든 요리 전통에서 많은 것을 가져왔고, 농촌 재료(파스타, 채소, 치즈)를 기반으로 한 요리와 해산물 요리(생선, 갑각류, 연체동물) 사이의 균형을 이루었다. 팀발로와 사르투 디 리소와 같이 매우 정교한 준비가 필요한 파스타 또는 쌀 요리인 현지 귀족 요리의 영향을 받은 다양한 레시피와 파스타 에 파졸리(직역: '파스타와 콩')와 다른 채소 파스타 요리처럼 저렴하지만 영양가 있는 재료로 준비된 대중적인 전통 요리가 있다.

## 개요
캄파니아주는 화산 토양의 맛을 내는 토마토, 고추, 파, 감자, 아티초크, 회향, 레몬, 오렌지를 광범위하게 생산한다. 나폴리만은 생선과 해산물을 제공한다. 캄파니아주는 이탈리아에서 가장 큰 파스타 생산자이자 소비자 중 한 곳이며, 특히 스파게티가 그렇다. 이 지역 요리에서 파스타는 토마토소스, 치즈, 조개, 조개류 등을 특징으로 하는 다양한 방식으로 준비된다.
스파게티 알라 푸타네스카는 올리브, 토마토, 안초비, 케이퍼, 고추, 마늘로 만든 인기 있는 요리이다. 이 지역은 다양한 요리, 특히 파르미자나 디 멜란자네(얕게 튀긴 가지 슬라이스를 치즈와 토마토 소스로 겹겹이 쌓아 구운 것)에 사용되는 모차렐라 생산(특히 물소 젖으로 만든)으로 잘 알려져 있다. 디저트에는 스트루폴리(튀긴 반죽 공), 리코타를 기반으로 한 파스티에라, 스폴리아텔라, 토르타 카프레세, 그리고 럼 바바가 있다.
나폴리 요리에서 유래한 피자는 전 세계적으로 인기를 얻었다. 피자는 오븐에 구운 납작한 원반 모양의 빵으로, 일반적으로 토마토 소스, 치즈(대부분 모차렐라), 그리고 문화에 따라 다양한 토핑이 올라간다. 오리지널 피자 이후 여러 다른 종류의 피자가 발전했다.
나폴리는 양시칠리아 왕국의 수도였기 때문에, 그 요리는 캄파니아주 지역의 모든 요리 전통에서 많은 것을 가져왔고, 농촌 재료(파스타, 채소, 치즈)를 기반으로 한 요리와 해산물 요리(생선, 갑각류, 연체동물) 사이의 균형을 이루었다. 팀발로와 사르투 디 리소와 같이 매우 정교한 준비가 필요한 파스타 또는 쌀 요리와 같은 현지 귀족 요리의 영향을 받은 다양한 레시피가 있는 반면, 대중적인 전통에서 온 요리에는 콩을 넣은 파스타와 다른 채소를 넣은 파스타와 같이 저렴하지만 영양가 있는 재료가 포함된다.
유명한 지역 와인으로는 아글리아니코 (타우라시), 피아노, 팔랑기나, 라크리마 크리스티, 캄피 플레그레이의 코다 디 볼페, 그리고 그레코 디 투포가 있다.

## 역사

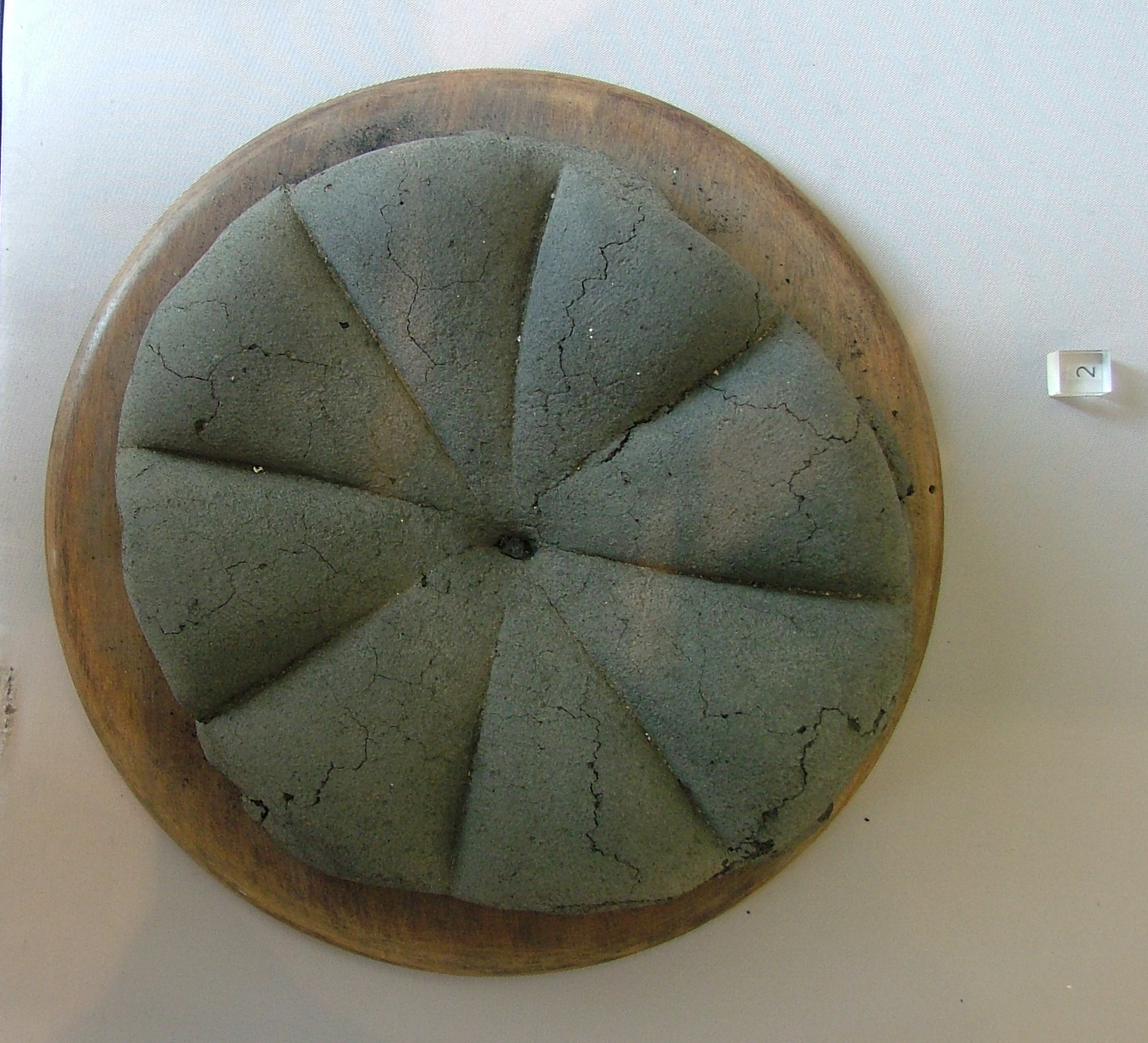
폼페이에서 발견된 탄화된 빵

나폴리는 수세기 전으로 거슬러 올라가는 역사를 가지고 있다. 이 도시는 로마를 포함하여 그 지역의 다른 많은 도시들보다 먼저 존재했다. 나폴리는 그리스인, 로마인, 고트인, 비잔틴인, 그리고 프랑스와 스페인 출신 왕들의 수십 차례 계승을 견뎌냈다. 각 문화는 나폴리와 캄파니아 자체에서 음식을 준비하는 방식에 흔적을 남겼다.
현대 요리 전통과 그리스-로마 요리 전통 사이의 연관성을 찾는 것은 항상 쉽지 않다. 고전 요리 취향의 흔적 중 마그나 그라이키아(이탈리아 남부)에서 발견된 그리스 통치 시대의 접시에는 물고기와 연체동물이 그려져 있어, 그 시기에 해산물이 높이 평가되었음을 보여준다. 폼페이의 프레스코화에는 무화과와 석류가 가득 담긴 과일 바구니가 묘사되어 있다. 오플론티스의 포파이아 빌라 발굴에서는 케이크 프레스코화가 발견되었는데, 그 재료는 아직 알려져 있지 않다.

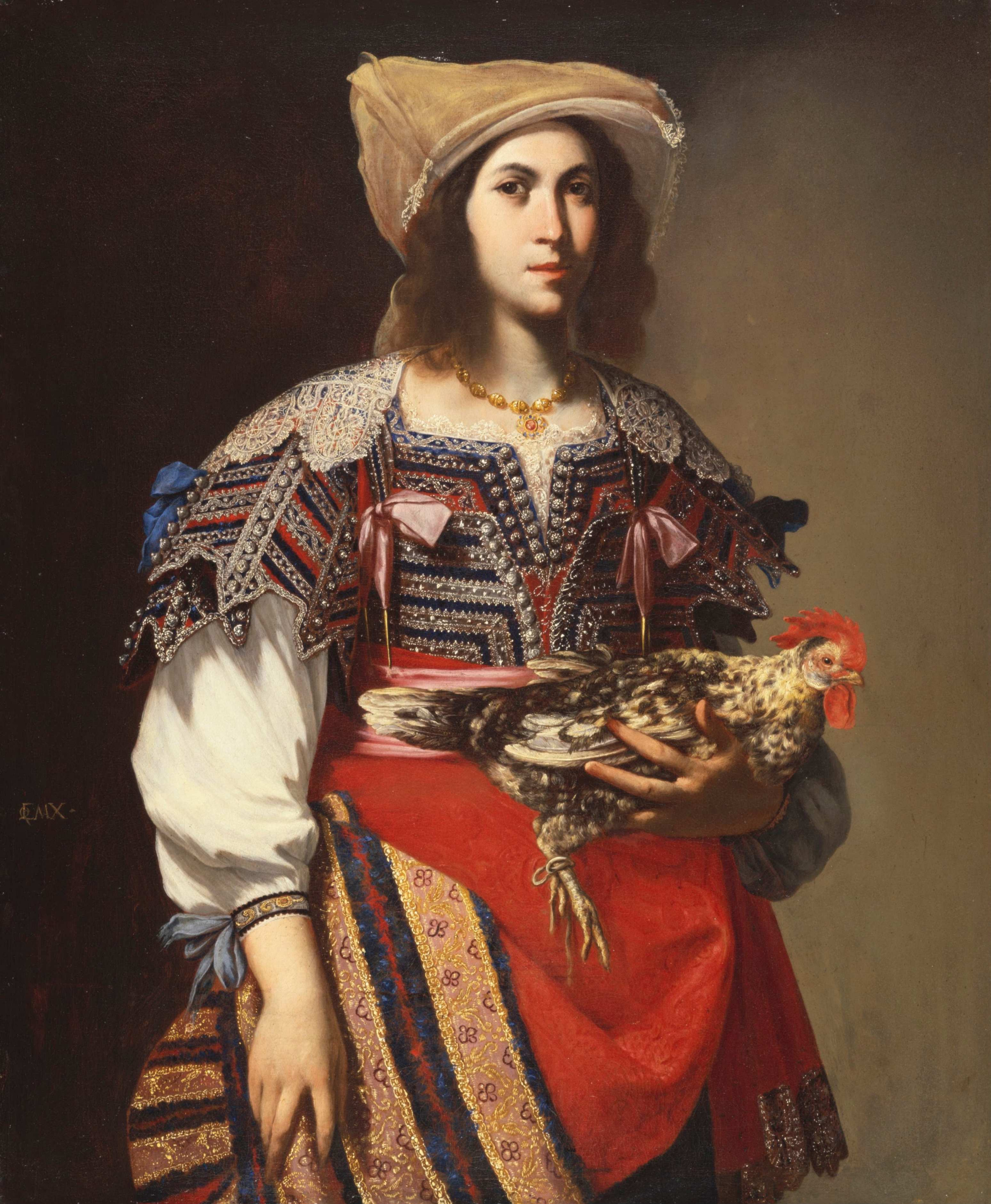
나폴리 화가 마시모 스탄치오네는 축제 의상을 입은 여인(c. 1635)이 시장에서 산 닭을 들고 있는 모습을 그렸다. 일반적인 상황에서 닭고기를 먹는 것은 부자들만이 가능했다.

로마의 가룸은 현대 체타라 특유의 콜라투라 디 알리치와 가장 유사한 고대 소스이다. 이는 아피키우스가 묘사한 로마 요리의 전형적인 단맛-신맛과 함께, 피자 디 스칼롤라(꽃상추 파이) 또는 브라촐레 알 라구(라구 소스에 넣은 고기 롤)와 같이 짠 요리에 건포도를 사용하는 것까지 거슬러 올라갈 수 있다. 부활절의 전형적인 현대 파스티에라 케이크에 밀을 사용하는 것은 원래 아르테미스, 키벨레, 케레스 숭배와 관련이 있고 춘분 무렵에 거행되던 이교도 다산 의식과 관련하여 상징적인 의미를 가졌을 수 있다. 크리스마스 케이크인 스트루폴리라는 이름은 그리스어 στρόγγυλος(stróngylos, '둥근 모양'을 의미)에서 유래한다.
나폴리에 대한 스페인과 프랑스의 주권은 귀족 요리와 서민 요리의 차이를 불러왔다. 전자는 정교하고 국제적인 요리, 그리고 고기를 포함한 더 많은 값비싼 재료를 특징으로 했다. 서민들은 더 저렴하고 현지에서 재배할 수 있는 음식(즉, 곡물과 채소)을 사용했다. 이들은 수세기에 걸쳐 발전하고 귀족 요리의 영향을 받으면서, 오늘날 서민 요리의 전통적인 레시피는 원래의 단순한 재료를 보존하면서도 종종 훌륭한 품질과 맛을 얻게 되었다.
나폴리 귀족 궁정의 가장 유명한 요리사 중 한 명은 Vincenzo Corrado였다.

## 대표적인 재료

### 파스타

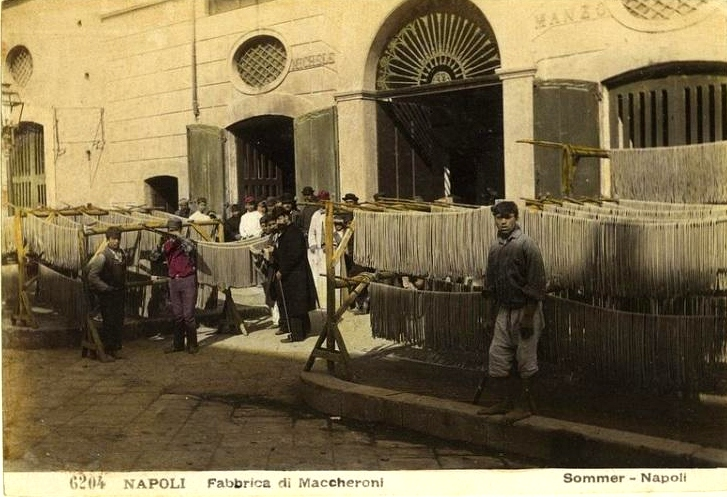
20세기 초 나폴리의 마카로니 제조업체

나폴리에는 매우 다양한 종류의 파스타가 있다. 파스타는 나폴리에서 발명된 것이 아니지만, 가장 좋은 등급 중 하나는 수도에서 몇 킬로미터 떨어진 그라냐노와 토레안눈치아타에서 발견된다. 또한 파스타의 산업 생산이 건조 및 보존 기술과 함께 시작된 곳도 이곳이었다. 주요 재료는 연질 밀보다 다루기 어려운 듀럼 밀이어서 이탈리아 북부보다 산업 생산이 더 성공적이었고, 그곳에서는 수제 파스타가 더 인기가 많다. 전통적으로 나폴리에서는 파스타를 알 덴테로 익혀야 하며, 부드러운 파스타는 용납되지 않는다.
클래식한 스파게티와 링귀니 외에 가장 인기 있는 파스타 종류는 파케리와 치티인데, 이것들은 요리하기 전에 손으로 부러뜨려 사용하는 긴 파이프 모양의 파스타로, 보통 나폴리 라구를 얹어 먹는다. 채소를 넣은 파스타는 보통 파스타 미스타(나폴리어로는 파스타 암메스카타)로도 준비되는데, 이것은 이제 별개의 파스타 종류로 산업적으로 생산되지만, 한때는 여러 종류의 파스타 조각들을 모아 저렴하게 팔았다.
곡분과 감자로 만든 수제 뇨키는 감자에 대한 나폴리의 경멸을 극복하는 인기 있는 방법이 되었다. 1949년 W. H. 오든은 이스키아의 포리오에서 이고르 스트라빈스키에게 "포리오 사람들은 우리가 감자를 먹는 것을 미쳤다고 생각한다. 그들에게 감자는 극심한 가난의 상징이기 때문이다."라고 썼다. 이에 대해 나폴리의 오랜 거주자였던 프랜시스 스티그멀러는 프랑스풍 가토에 대해 "감자는 치즈, 햄 및 다른 재료에 거의 압도된다."라고 언급한다.
스찰리아텔리와 같은 일부 현대적인 파스타 종류도 인기를 얻고 있다.

### 토마토

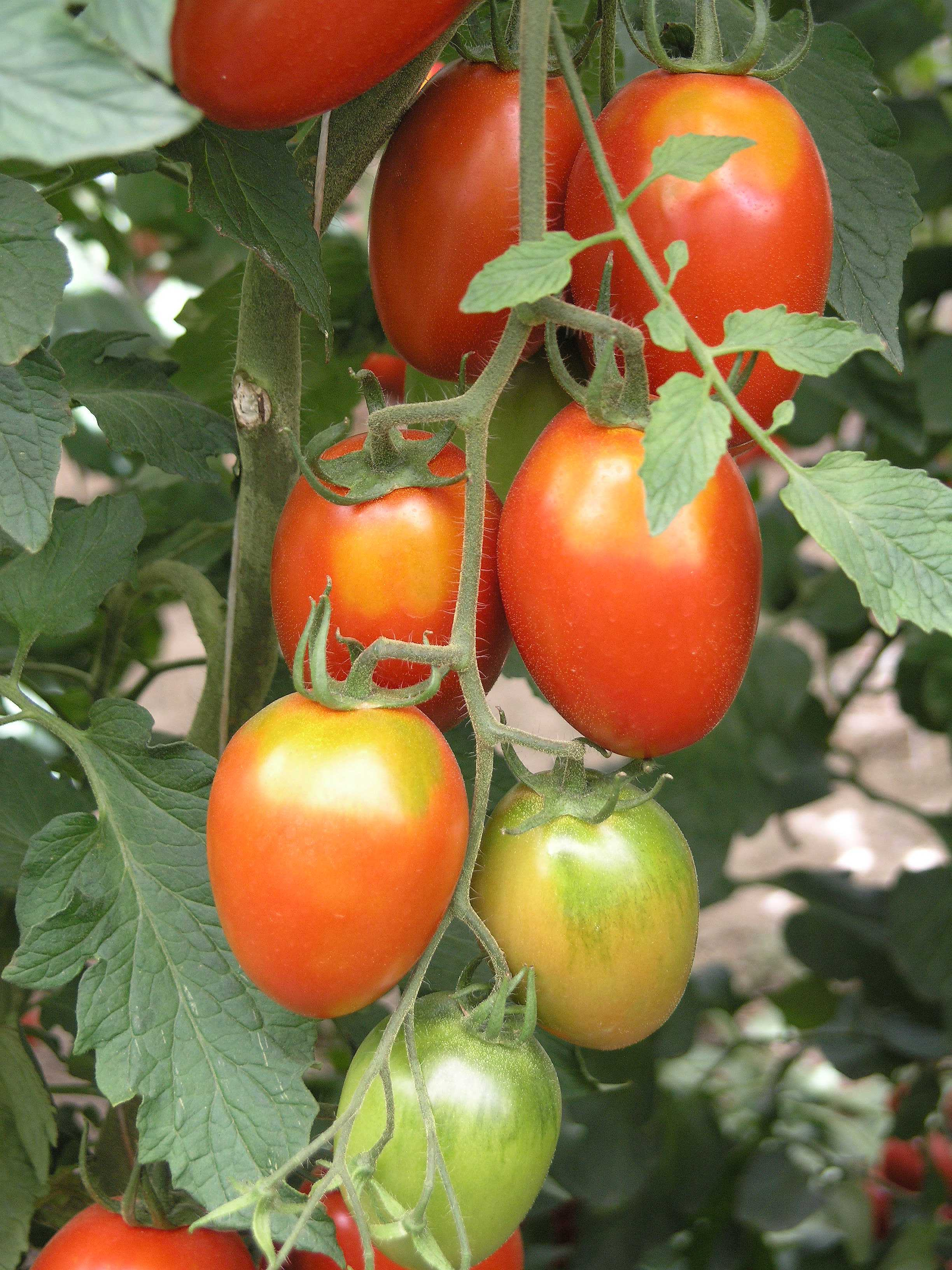
피엔놀로에 사용되는 토마토 품종

토마토는 18세기에 나폴리 요리에 도입되었다.
토마토 보존 산업은 19세기 나폴리에서 시작되어 유명한 펠라티(껍질 벗긴 토마토)와 콘첸트라토(토마토 페이스트)를 전 세계로 수출하게 되었다. 전통적으로 집에서 토마토를 보존하는 여러 가지 방법이 있는데, 병에 담은 토마토 주스나 잘게 썬 조각으로 만든다. 유명한 콘세르바(햇볕에 말린 농축 주스) 토마토는 오랫동안 조리되어 벨벳 같은 질감의 짙은 붉은 크림이 된다.

### 채소
파르미자나 디 멜란자네(가지 파이) 또는 페페로니 리피에니(속을 채운 고추)와 같이 채소를 사용하는 일부 캄파니아 요리는 식탁의 진정한 주인공이 될 수 있다. 가장 대표적인 식품으로는 프리아리엘리(브라시카 라파의 현지 품종), 엔디브, 매끄럽거나 곱슬곱슬한 것(두 가지 품종의 꽃상추), 여러 종류의 브로콜리, 베르자(사보이양배추, 브라시카 올레라케아 사바우다의 한 품종) 등이 있으며, 결혼 수프를 준비하는 데 사용된다. 다양한 종류의 콩, 병아리콩 및 기타 협과류는 매우 인기가 많다.
주키니호박은 널리 사용된다. 가장 큰 것들은 식초와 신선한 민트와 함께 튀겨진다(스카페체). 주키니의 수꽃은 짠 반죽에 튀길 수 있다(sciurilli).
일반적인 빨간색과 노란색 고추가 널리 사용되며, 현지 품종인 작은 녹색 고추(맵지 않음)인 페페론치니 베르디는 보통 튀겨진다.
샐러드는 많은 요리, 특히 해산물 요리의 곁들임 음식이다. 상추, 그리고 더 흔하게는 인카푸치아타(아이스버그 레터스의 현지 품종으로, 더 바삭하다)는 당근, 회향, 루콜라(예전에는 빈터에서 자발적으로 자라났고, 덜 고귀한 푸키아켈라와 함께 길거리에서 팔렸다), 무와 섞여 있는데, 전통적으로는 길고 매운 것이었지만 요즘은 점점 희귀해지고 거의 완전히 둥글고 달콤한 것으로 대체되고 있다.
나폴리 요리에 사용되는 검은 올리브는 항상 가에타산이다.
제2차 세계 대전 중에는 가장 가난한 가정에서 덜 매력적인 재료를 사용하는 것이 드물지 않았다. 누에콩이나 완두의 빈 꼬투리로 파스타를 요리한 레시피가 보고되었다.

### 치즈

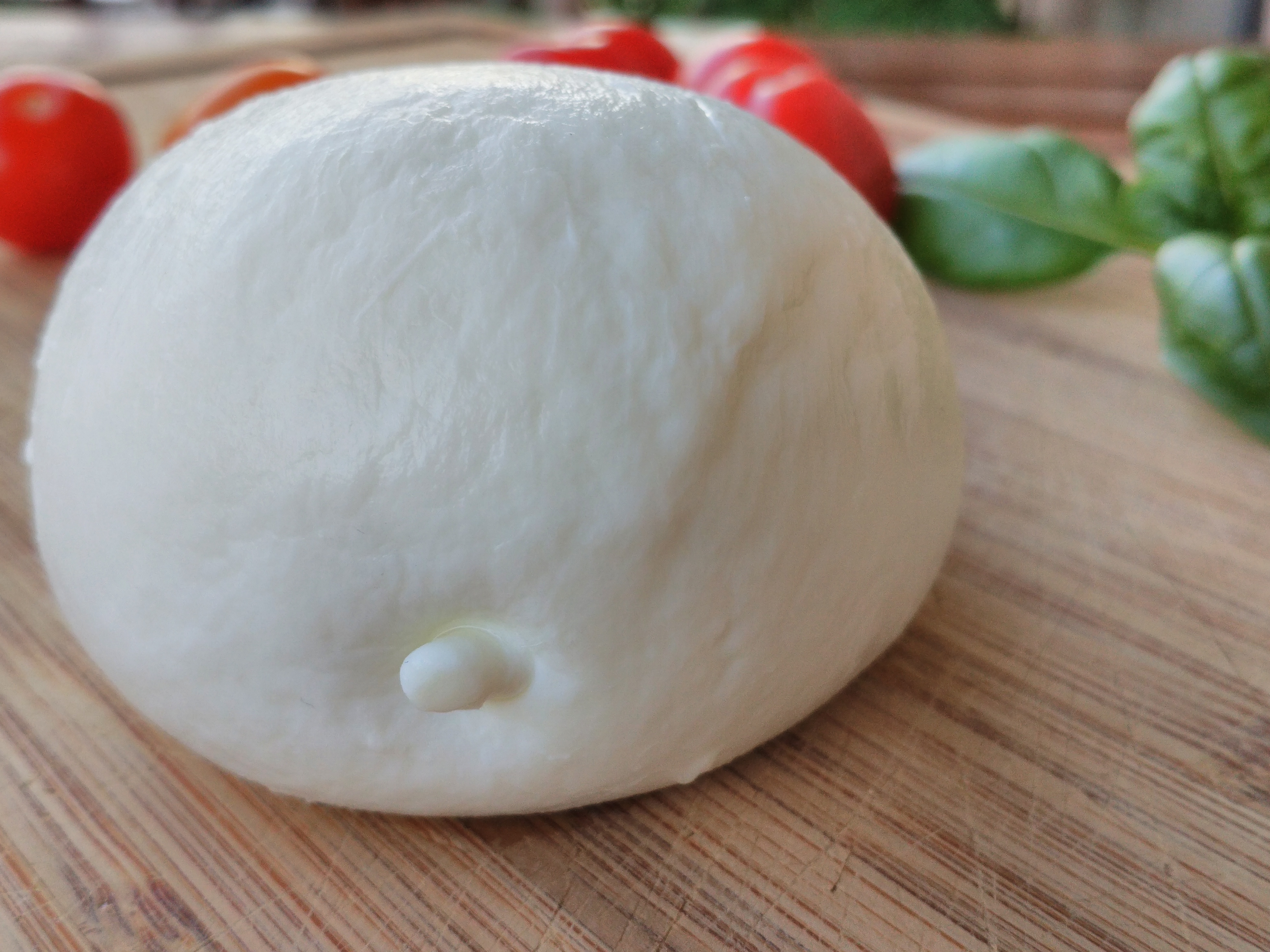
모차렐라 디 부팔라

치즈는 부드러운 것과 숙성된 것 모두 이탈리아 식단에서 중요한 부분을 차지하며 나폴리 요리에서도 그 자리를 잡고 있다. 일부 레시피는 매우 오래된 로마 전통에서 유래한다.
가장 신선한 것부터 시작하여 가장 많이 사용되는 것은 다음과 같다.
- 리코타 디 푸스첼라: 매우 신선하고 가벼운 치즈로, 원래 손으로 짠 바구니에 담겨 팔렸다. 지금은 특정 파스타의 속 재료로 흔히 발견된다.
- 리코타 프레스카: 신선하게 먹기도 하고, (예를 들어 파스타에 나폴리 라구를 얹는 등) 곁들임 재료로도 사용된다.
- ricotta secca(이탈리아어판): 짜고 약간 숙성된 치즈로, 부활절 기간에 흔히 먹는다.
- 카치오텔라 프레스카: 소렌토 반도에서 생산되며 매우 섬세한 맛을 가진다.
- 모차렐라 디 부팔라 캄파나: 물소 젖으로 만든 신선한 치즈로, 주로 아베르사 지역과 셀레 강 평야에서 생산된다.
- 피오르 디 라테: 모차렐라와 비슷하지만 소 젖으로 만든다. 아제롤라 지역에서 가장 잘 생산된다.
- 프로볼라 아푸미카타: 피오르 디 라테에 참나무 연기 향이 나며, 겉은 연한 갈색이고 속은 더 노랗다.
- 보콘치니 델 카르디날레 또는 부리엘리: 작은 모차렐라로, 크림이나 우유에 잠기게 하여 흙 그릇에 보관한다.
- 스카모르체: 흰색 또는 훈제 스카모르차
- 부리니 디 소렌토: 버터 심이 박힌 작은 프로볼로네 치즈
- 프로볼로니, 카초카발리: 숙성 정도에 따라 다름

### 해산물

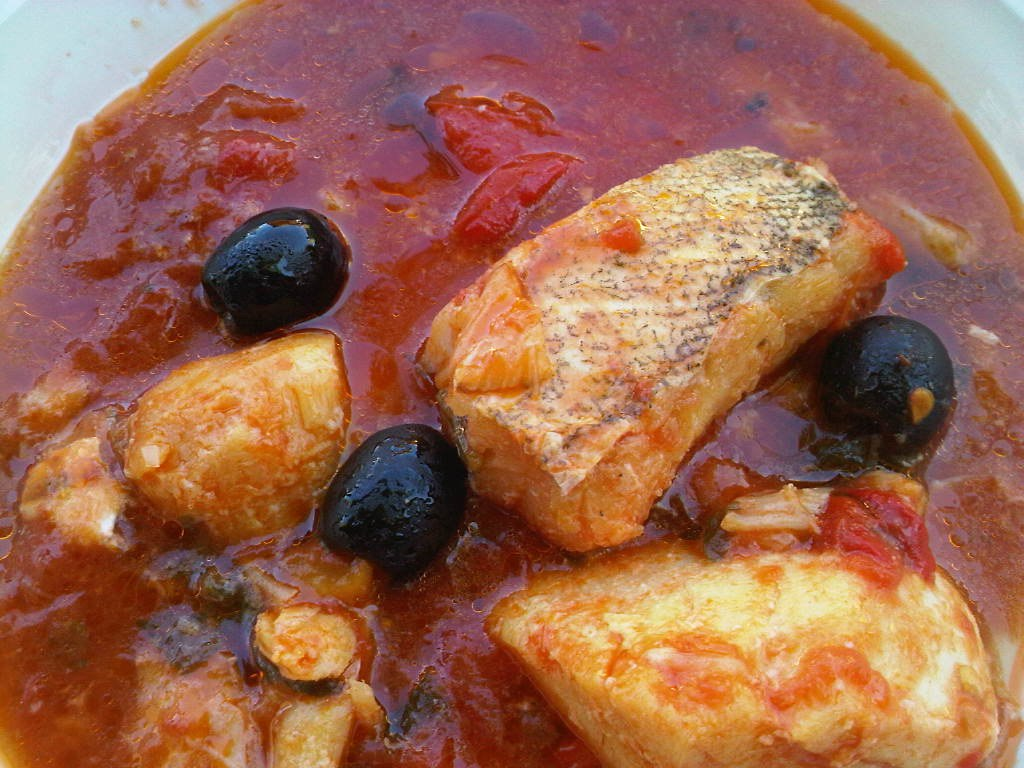
염대구와 토마토

나폴리 요리는 언제나 티레니아해에서 나는 모든 종류의 해산물을 풍부하게 사용해 왔다. 새뮤얼 존슨의 친구 헤스터 스랄레는 "내가 먹어본 생선 중 가장 훌륭하고 비할 데 없는 생선, 우리 고등어만큼 크고 특별히 풍미가 좋은 붉은 숭어; 게다가 칼라마로 또는 먹물 물고기, 황제에게 어울리는 진미"에 열광했다. 1759년, 페르디난도 갈리아니가 파리에 있는 나폴리 대사관 비서로 파견되었을 때, 그는 익숙한 음식에 대한 그리움을 토로했다. 그는 "과일도, 치즈도, 좋은 해산물도 없다. 여기서는 모든 것이 나폴리 기질에 폭력을 가한다."고 말했다.
레시피는 안초비와 같은 저렴한 생선과 주파를 만드는 데 사용되는 다른 생선들, 즉 스코르파노 (Scorpaena scrofa), 트라치나 (Trachinus draco), 쿠오치오 (Triglia lanterna) 또는 중간 및 대형 생선, 즉 스피골라 (유럽 농어)와 오라테 (황새치), 현재 주로 양식장에서 판매되거나, 덴티체 (Dentex dentex), 사라고 (Diplodus sargus) 및 페초냐 (Pagellus bogaraveo)와 같은 생선을 사용한다. 매우 작은 크기의 생선도 사용된다.
- 치체니엘리: 아주 작고 투명한 치어들로, 찌거나 반죽에 튀겨서 준비한다.
- 프라발리오: 몇 센티미터 길이의 치어들로, 주로 트릴리아 (노랑촉수) 또는 레툰니 (Spicara smaris)로, 주로 튀겨서 먹는다.

바칼라(대구)와 건어는 북유럽 바다에서 수입되며, 튀기거나 감자와 토마토와 함께 요리된다.
대부분의 두족류(문어, 오징어, 갑오징어)와 갑각류(주로 새우)가 사용된다.
조개류 코체(홍합), 봉골레(백합), 칸놀리키(Ensis siliqua), 타라투피, 텔리네(Donax trunculus), 스콘칠리(하우스텔룸 브란다리스)는 많은 해산물 식사에 사용되며, 때로는 날것으로도 먹지만 요즘에는 점점 더 드물게 발생한다. 조개는 특별한 언급이 필요하다. 봉골라 베라체는 Venerupis decussata이며, 시장에서 매우 흔히 발견되고 이탈리아 북부 시장에서 종종 베라체라고 불리는 필리핀 조개(Venerupis philippinarum)와 혼동해서는 안 된다. 또한 루피노(Dosinia exoleta)도 있다.
해삼(Lithophaga lithophaga)을 잡는 것은 주로 소렌토 반도의 해안 암석에 심각한 피해를 주기 때문에, 해삼을 판매하고 먹는 것은 현재 법으로 금지되어 있다.

### 고기

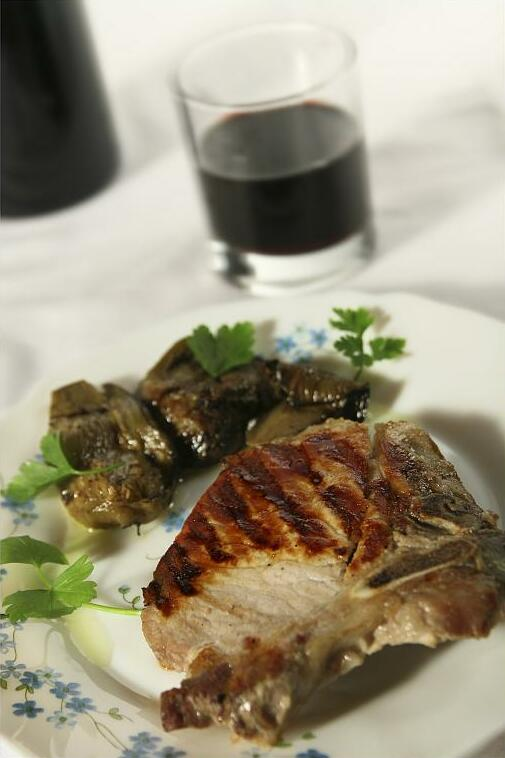
구운 돼지고기 브라촐라

나폴리 요리에서는 이탈리아 북부 요리만큼 고기가 자주 사용되지 않는다. 나폴리 요리에서 가장 흔히 사용되는 고기 종류는 다음과 같다.
- 소시지: 잘게 썰지 않은 수제 고기(아 폰타 에 쿠르티엘로)로 만든 살시체와 체르벨라티네
- 돼지 간, 돼지 지방 망과 월계수잎으로 둥글게 만든 것
- 트리파(직역: '양') 및 돼지고기 또는 쇠고기의 다른 더 값싼 부위, 예를 들어 전형적인 '오 페레 에 '오 무소(돼지 발과 소 코)와 고추를 넣은 토마토 매운 수프인 주파 디 소프리토
- 브라촐레, 건포도, 잣, 파슬리로 속을 채운 돼지고기 롤, 이쑤시개로 고정하고 라구에 요리한다.
- 양고기와 염소고기는 보통 감자와 완두콩과 함께 구워서, 주로 부활절 즈음에 먹는다.
- 토끼고기와 닭고기는 종종 알라 카차토라 방식으로 팬에 튀겨 토마토와 함께 요리한다.
- 카르네 피차이올라처럼 저렴한 고기를 부드럽게 만들기 위해 쇠고기 또는 다른 붉은 고기를 토마토와 함께 오랫동안 조리한다.

## 빵
가장 인기 있는 빵은 효모로 만든 파네 카포네로, 단단한 껍질과 큰 구멍이 있는 장작불 오븐에서 구워진다. 바게트와 비슷하지만 더 짧고 두꺼운 스필라티니도 사용된다. 로제타 롤과 다른 종류도 존재한다.

## 파스타 요리

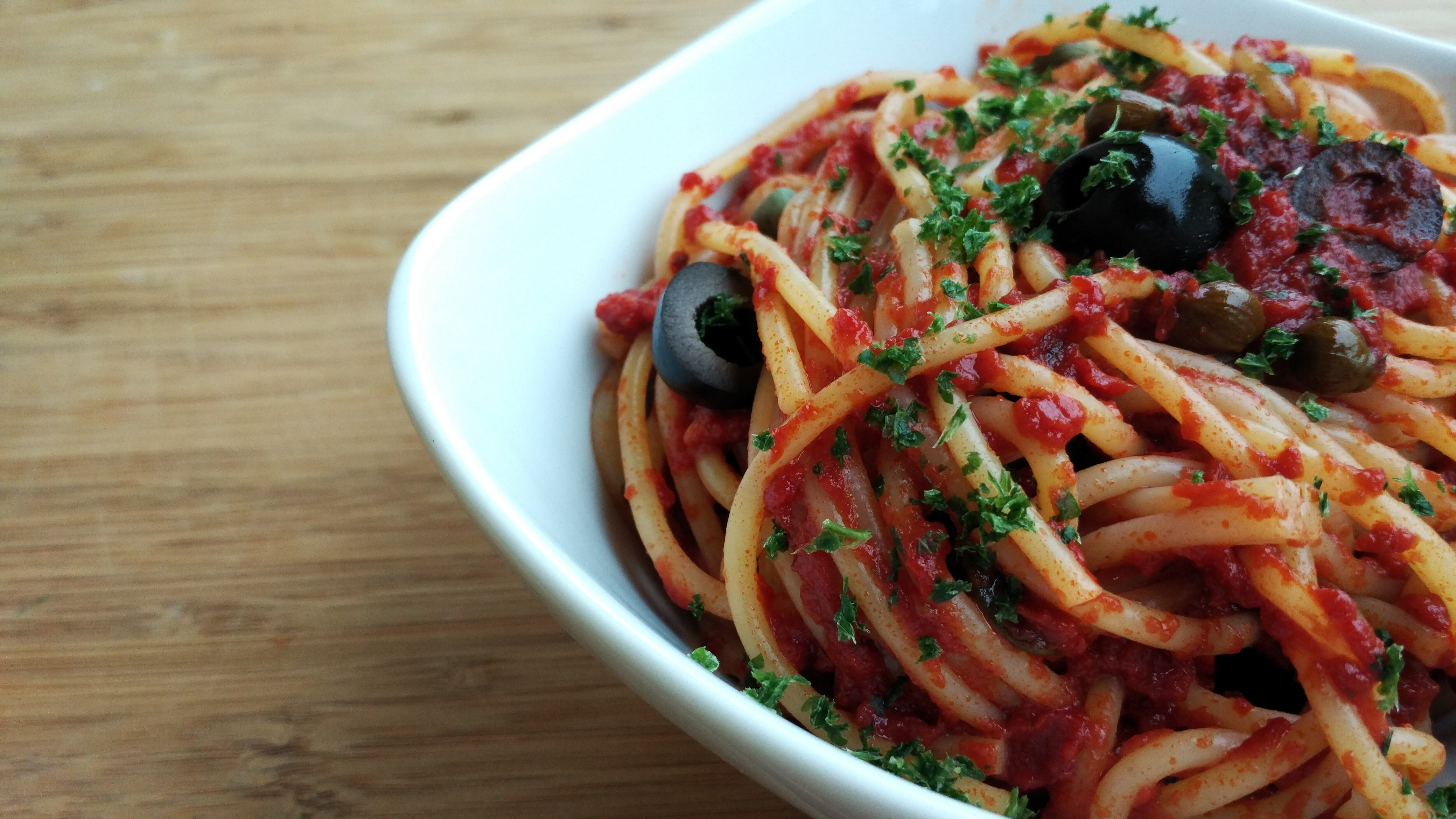
스파게티 알라 푸타네스카

클래식한 푸마롤라(직역: '토마토 소스')부터 가장 간단한 알리오 에 올리오(직역: '마늘과 기름'), 채소나 해산물을 곁들인 다양한 소스, 그리고 라구에 이르기까지, 이탈리아 남부의 창의성은 파스타 요리를 더욱 풍성하게 한다.

### 서민의 파스타 요리

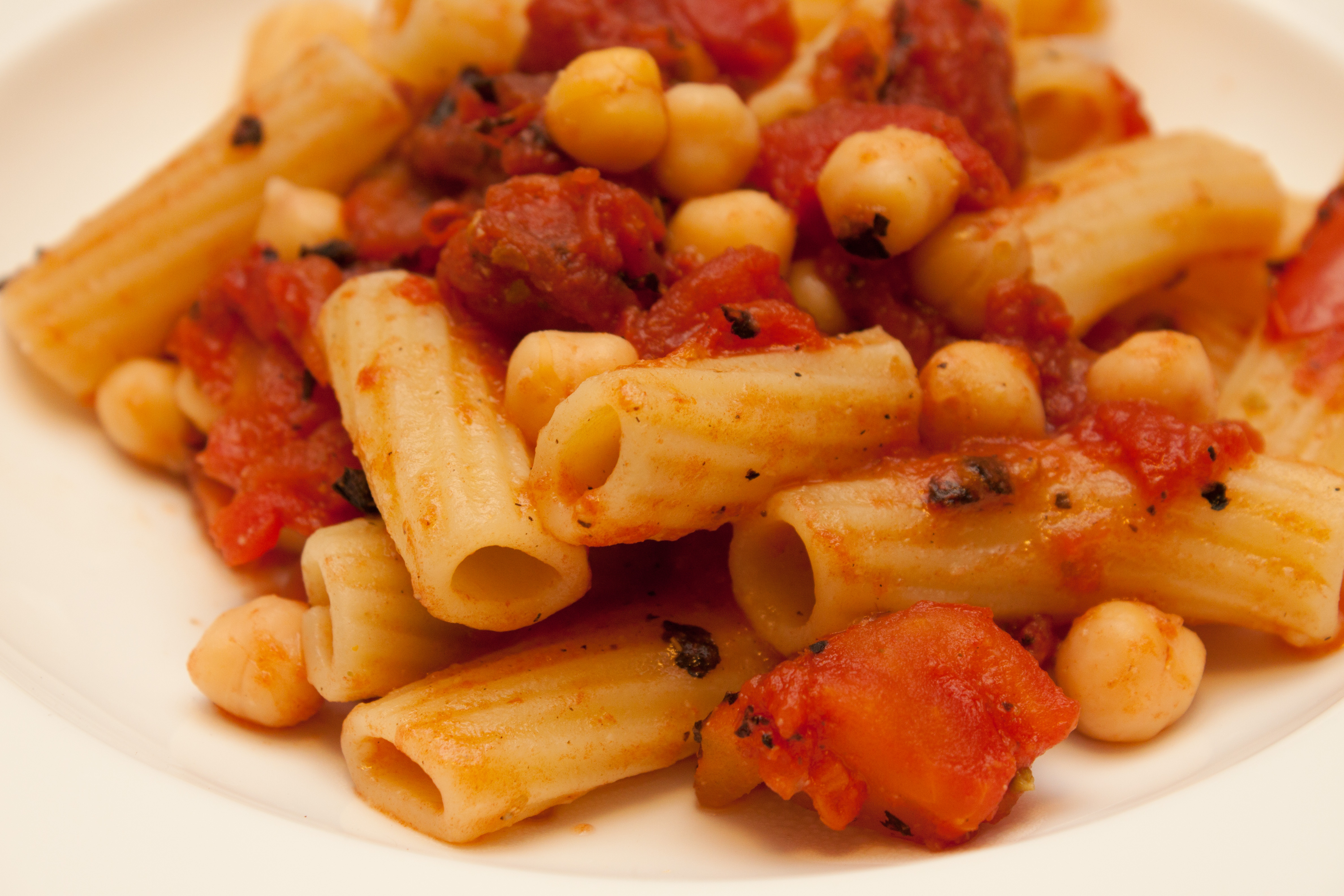
파스타 에 체치

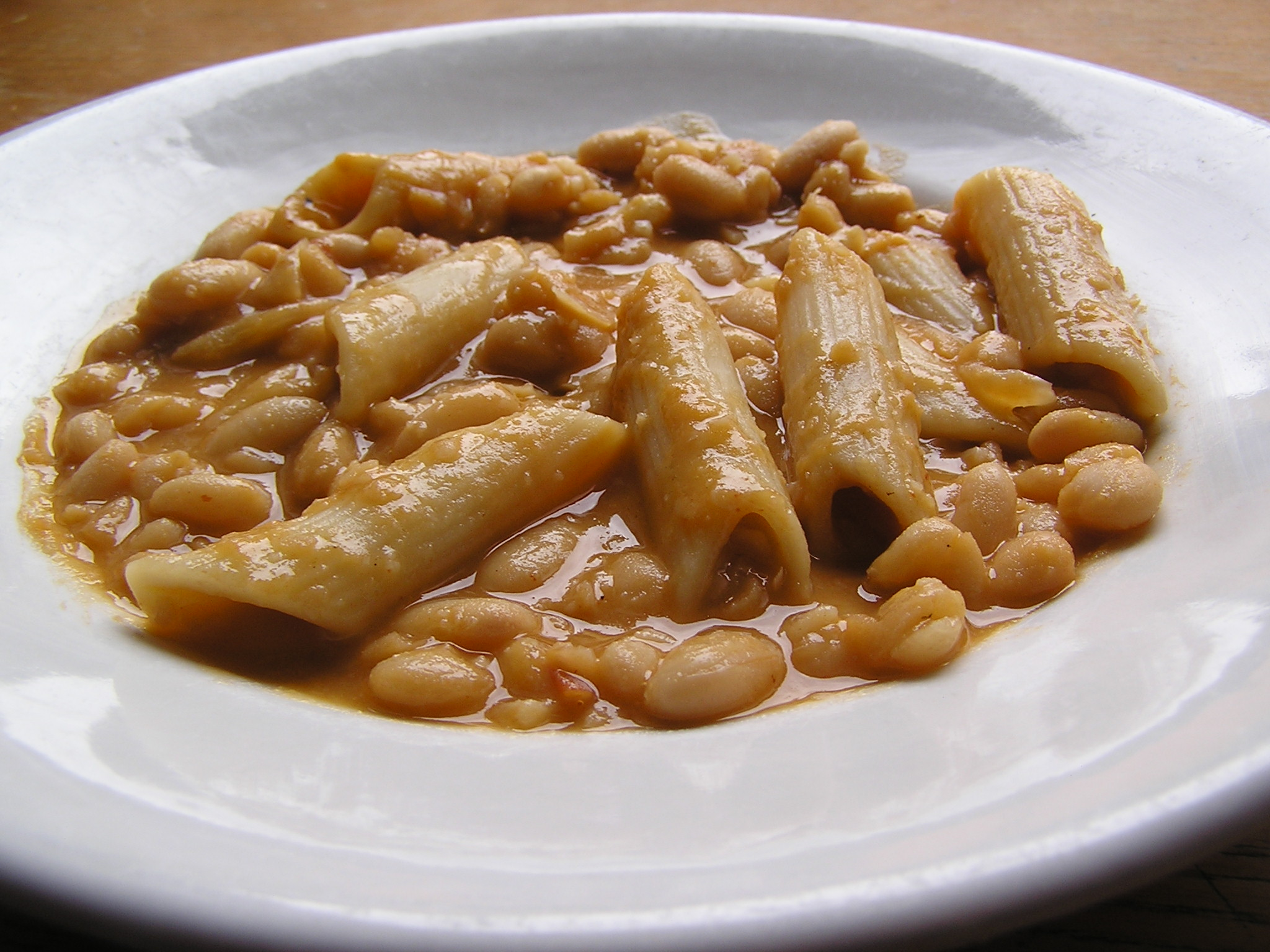
파스타 에 파졸리(파스타와 콩)

전통적으로 서민들에게 귀속되었던 요리는 종종 파스타와 협과류를 섞는다. 가장 인기 있는 것은 파스타 에 파졸리(콩을 넣은 파스타)로, 때로는 코티케로 풍미를 더하기도 하고, 파스타 에 체치(직역: '파스타와 병아리콩'), 파스타 에 렌티키에(직역: '파스타와 렌즈콩'), 파스타 에 피젤리(직역: '파스타와 완두') 등이 있다. 요즘은 치체르키에가 매우 희귀해졌다. 협과류와 마찬가지로 다른 채소들도 파스타와 함께 요리되는데, 예를 들어 파스타 에 파타테(직역: '파스타와 감자'), 파스타 에 카볼피오레(직역: '파스타와 콜리플라워'), 파스타 에 주카(직역: '파스타와 호박') 등이 있다. 가장 전통적인 조리법은 먼저 양념을 요리하는 것인데, 예를 들어 팬에 튀겨 마늘과 기름을 볶은 후 찐 콩을 넣거나, 양파와 셀러리를 볶은 후 작은 주사위 모양으로 썬 감자를 넣는 식이다. 튀긴 후에는 물을 넣고 끓여 소금을 넣은 다음 파스타를 넣고 자주 저어준다. 다른 모든 재료와 함께 요리하면 파스타는 녹말을 잃지 않는데, 이는 따로 소금물에 삶아 물을 빼면 손실되었을 녹말이다. 채소와 함께 파스타를 요리하면 소스가 더 걸쭉해지며(아체카토), 이는 따로 요리한 파스타를 넣어 국이나 수프처럼 요리하는 "귀족" 요리의 전통과는 다른 파스타 준비 방식이다. 서민 요리 중 또 다른 든든한 요리는 치즈와 달걀을 넣고 간단히 요리한 파스타인 스트라치아텔라(파스타 카소 에 오바)이다.
토마토 소스, 가에타산 검은 올리브, 케이퍼로 맛을 낸 스파게티는 스파게티 알라 푸타네스카라고 불린다. 값비싼 조개류가 없던 서민들의 식탁에서 기발한 요리가 탄생했는데, 방울토마토 소스, 마늘, 기름, 파슬리로 맛을 낸 스파게티를 스파게티 알레 봉골레 푸유테라고 부르는데, 여기서 조개는 이 요리를 먹는 사람들의 상상 속에만 존재한다.

### 스파게티 프리타타
프리타타는 토마토 소스를 넣거나 흰색으로 남은 파스타로 만들 수 있다. 알 덴테로 익힌 파스타는 날달걀 스크램블과 치즈와 섞어 팬에 튀긴다. 다양한 재료로 풍성하게 만들 수 있다. 접시를 이용하여 양면을 모두 익혀야 한다. 잘 익으면 단단해져서 조각으로 잘라낼 수 있다. 야외 점심 식사로 먹을 수 있다.

### 풍성한 파스타 요리

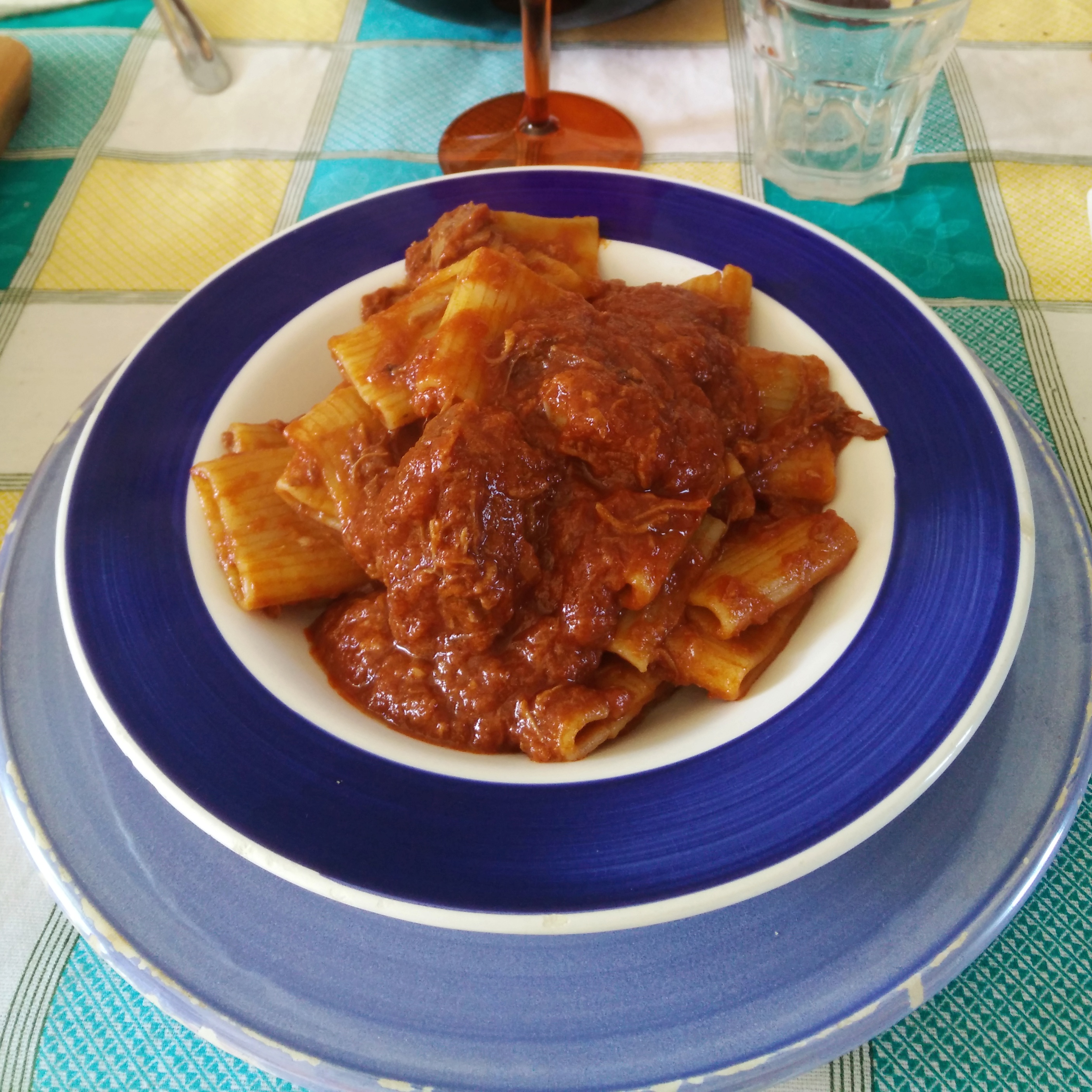
라구 나폴레타노와 파케리 파스타

귀족 요리는 팀발리와 같이 정교한 레시피에 파스타를 사용했으며, 이는 일상 음식에는 거의 사용되지 않았다.
위에서 언급한 채소 파스타 요리보다 더 풍부하고 정교한 소스로, 파스타를 드레싱하는 데 자주 사용되는 것은 다음과 같다.
- 볼로녜제 소스, 라구 에밀리아노에서 영감을 얻었으며, 다진 당근, 셀러리, 양파, 다진 소고기, 토마토로 만든다.
- 제노베제 소스, 이름에도 불구하고 제노바에서 영감을 받은 것이 아니라, 풍부한 양파와 다른 향신료로 갈색이 될 때까지 익힌 고기로 만든다.

라구 나폴레타노와 함께 가장 전통적으로 사용되는 파스타는 긴 마카로니인 치티로, 요리하기 전에 손으로 짧게 부러뜨린다. 나폴리 라구는 피오르 디 라테와 함께 gnocchi alla sorrentina를 드레싱하는 데도 사용되며, 작은 흙냄비(피냐티엘로)에 오븐에 요리된다.

### 해산물 파스타 요리
틀:Cookbook-inline

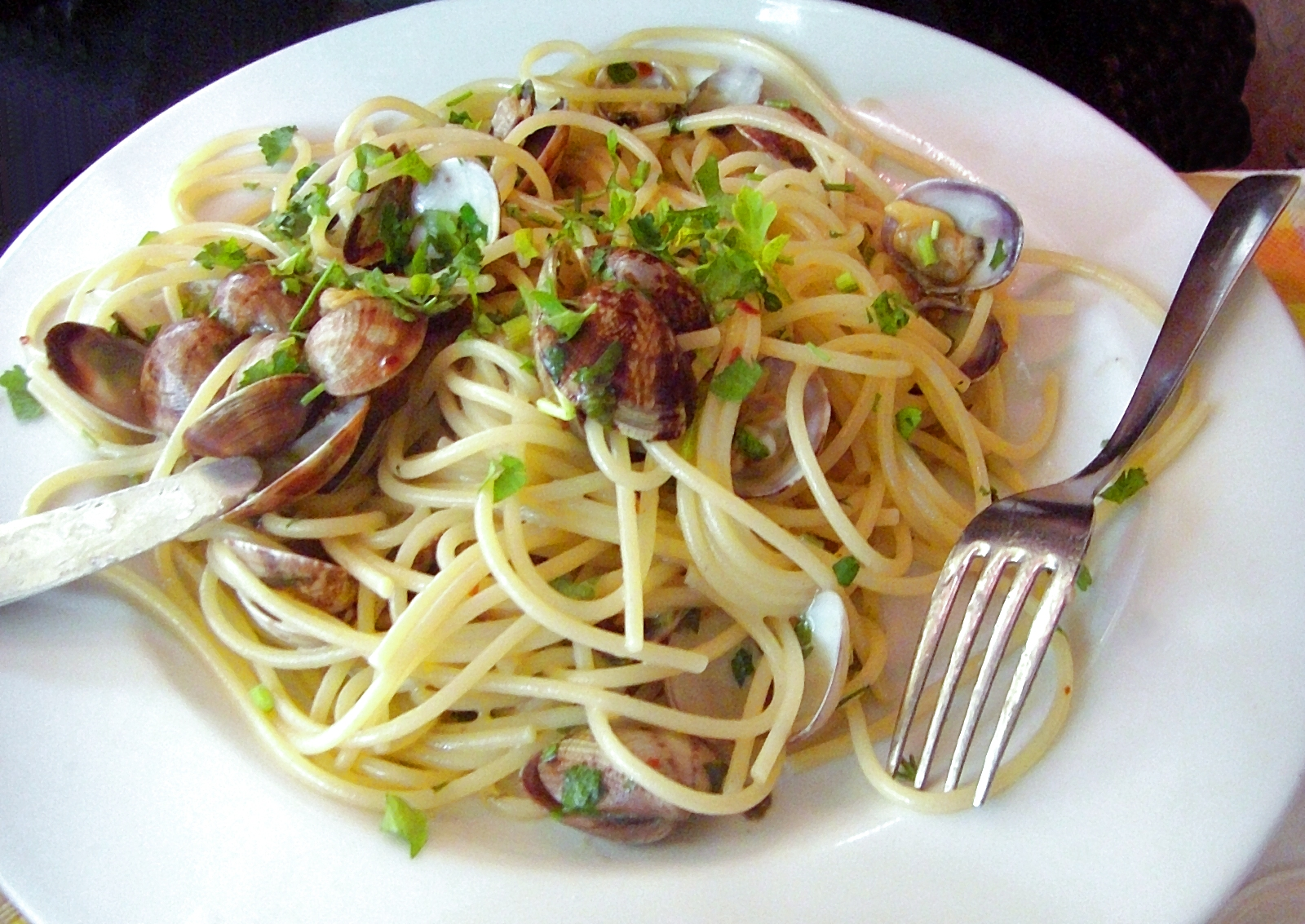
스파게티 알레 봉골레

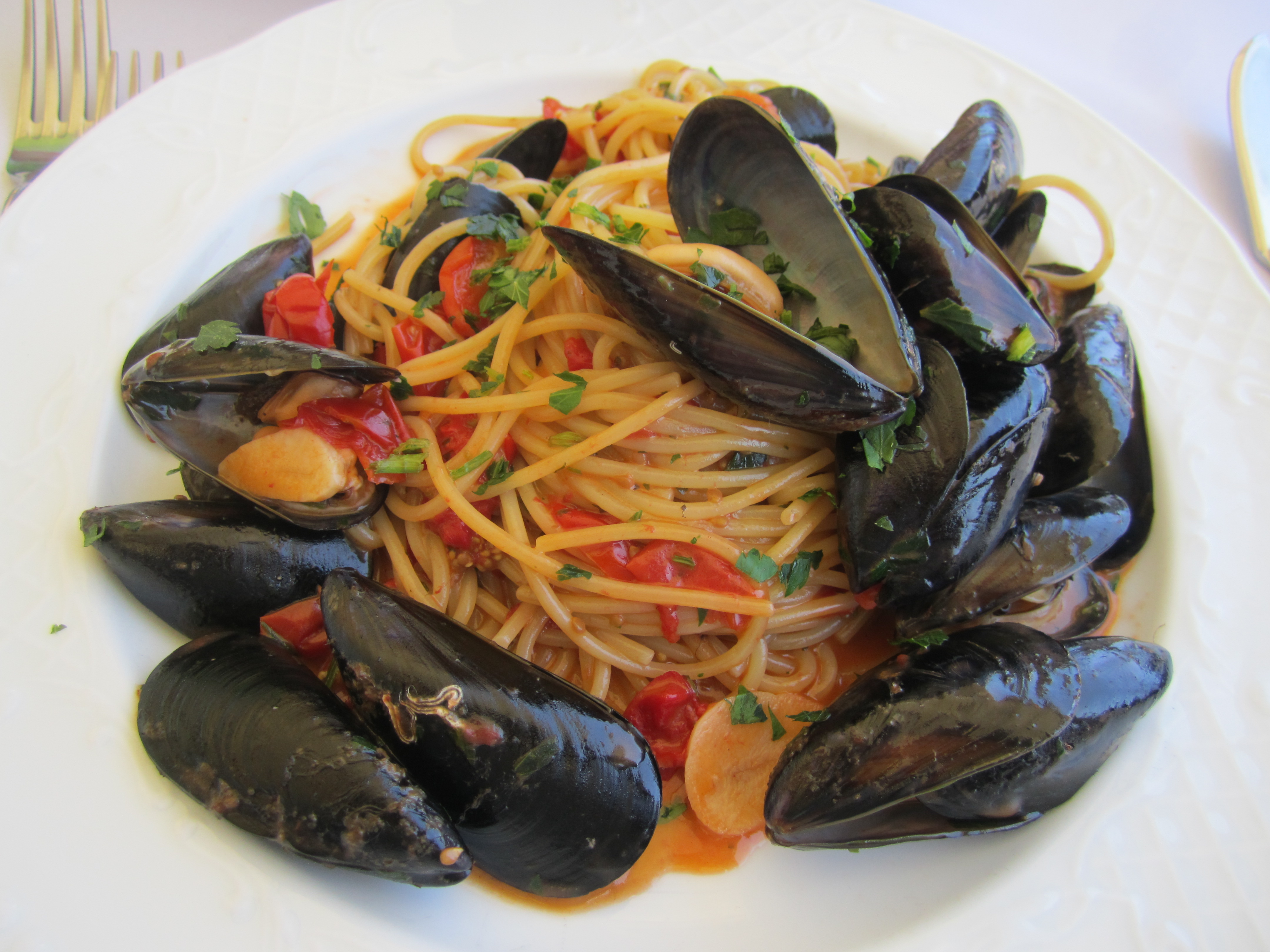
홍합 스파게티

스파게티, 링귀니, 파케리는 생선 및 해산물과 아주 잘 어울린다. 이러한 조합으로 중요한 점심이나 저녁 식사(특히 결혼식)에 전형적인 요리가 나온다. 가장 대표적인 것은 다음과 같다.
- 스파게티 알레 봉골레 또는 다른 조개류(백합, 홍합 등)
- 파케리 콘 라 주파 디 페스체(스코르파니, 쿠오치, 트라치네 등)
- 파스타 콘 이 칼라마리, 오징어 소스를 넣고 백포도주로 조리한 것

이 외에도 지중해산 대구 흰 소스를 곁들인 스파게티 등 다양한 종류가 있다.
때로는 콩을 넣은 전통 파스타 요리에 해산물을 섞기도 하는데, 예를 들어 파스타 에 파졸리 콘 레 코체(직역: '홍합을 넣은 파스타와 콩')나 주키니와 백합을 넣은 파스타와 같은 더 현대적인 변형은 전통적인 의미를 잃는다.

## 쌀 요리
가장 유명한 쌀 요리는 사르투 디 리소인데, 닭 간, 소시지, 작은 고기 완자, 피오르 디 라테 또는 프로볼라, 완두, 버섯, 나폴리 라구를 넣은 쌀로 만든 일종의 팀발로이다. 흰색 버전(인 비앙코)은 베샤멜 소스를 넣는다.
서민 요리에서는 쌀을 리소 에 베르자(직역: '쌀과 양배추')로도 요리하는데, 요리하는 동안 약간 녹는 작은 파르메산 치즈 껍질로 맛을 낸다.
해산물 쌀 요리는 리소토 알라 페스카토라(직역: '어부의 리소토')로, 다양한 연체동물(다양한 종류의 조개, 오징어, 갑오징어), 새우, 그리고 해산물 껍질을 끓여 만든 육수로 준비한다.
아란치니(팔레 에 리소)는 시칠리아 요리의 전형적인 요리이지만 나폴리에서도 자주 먹는다.

## 피자

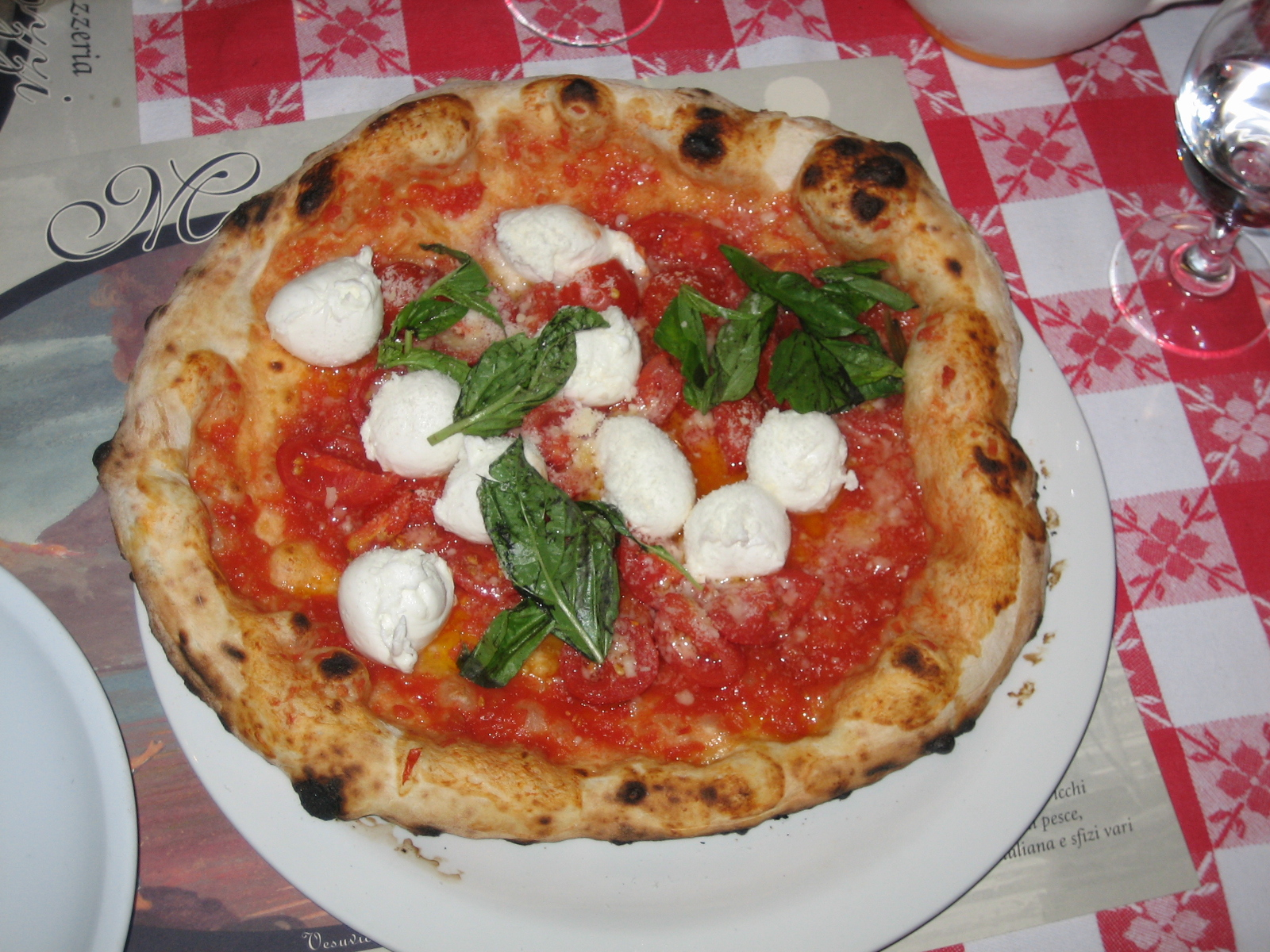
전통적인 마르게리타 피자의 재료인 토마토(빨간색), 모차렐라(흰색), 바질(녹색)은 이탈리아 국기의 색상에서 영감을 받았다는 대중적인 전설이 있다.

피자는 모든 나폴리 요리 중 가장 인기 있고 잘 알려진 창작물이다. 피자는 곧 서민뿐만 아니라 남작이나 왕자들에게도 매우 인기를 얻었다. 부르봉가 궁정에도 피자가 있었다. 페르디난도 1세 국왕은 카포디몬테의 도자기 오븐에서 피자를 요리하는 것을 경험했다. 이탈리아 통일 이후, 새로운 왕들 역시 이 남부 음식에 매료되었다. 피자이올로 라파엘레 에스포시토는 특정 종류의 나폴리 피자를 대중화한 공로를 인정받고 있다. 1889년 그는 사보이의 마르게리타 여왕을 기리기 위해 이탈리아의 국기 색상이 모차렐라(흰색), 토마토(빨간색), 바질(녹색)로 표현된 애국적인 피자를 만들었다. 이후 이 피자는 마르게리타 피자라고 불린다. 피자는 싸고 영양가가 풍부하여 빠르게 큰 성공을 거두었다. 때로는 가정용 오븐에서 피자를 만들기도 하지만, 진정한 나폴리 피자는 장작불 오븐에서 숙련된 피자이올로가 반죽을 중앙은 얇게, 가장자리는 두껍게 손으로 만들어야 한다. 재료와 올리브 오일을 반죽에 빠르게 바르고, 빠른 움직임으로 피자를 삽에 올려 오븐에 밀어 넣은 다음 고르게 익도록 몇 번 돌려준다.

## 생선 및 해산물 요리

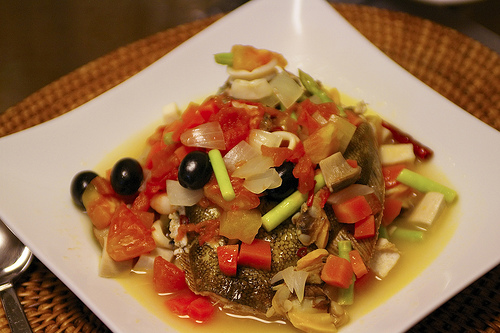
검은 올리브, 파, 버섯을 특징으로 하는 아쿠아 파차의 변형

가장 유명한 주요 요리 중 하나는 "산타 루치아" 지역에서 유래한 해산물 요리 레시피인 폴피 알라 루치아나(문어를 고추와 토마토로 요리한 것)이다. 문어는 간단히 쪄서 레몬 주스, 파슬리, 녹색 올리브를 곁들여 샐러드로 만들기도 한다. 오징어, 갑오징어, 새우를 섞어 더 풍성한 해산물 샐러드를 만들 수도 있다.
중간 크기의 생선은 토마토, 마늘, 파슬리를 넣고 알라쿠아 파차로 요리하며, 큰 생선은 간단히 구워서 중요한 식사에서는 대형 새우를 곁들인다.
홍합은 여러 가지 방법으로 준비된다. 검은 후추와 함께 빠르게 쪄서(알림페파타) 각 홍합에 레몬 주스를 몇 방울 떨어뜨려 먹거나, 그라탱으로 요리하기도 한다. 백합과 다른 조개류도 소테 방식으로 요리되는데, 올리브 오일, 마늘과 함께 큰 팬에 빠르게 볶아 바삭한 빵 위에 올려 제공한다.
값싼 생선도 매우 맛있는 요리를 만들 수 있다. 가장 인기 있는 것은 안초비이다.
가장 좋은 요리는 다음과 같다.
- 알리치 인도라테 에 프리테: 뼈를 발라낸 안초비를 밀가루, 달걀에 묻혀 튀긴 것
- Alici marinate([[:it:{{{3}}}|이탈리아어판]]): 날 안초비를 레몬즙이나 식초에 재워 올리브유, 마늘, 파슬리를 곁들인 것
- 알리치 아레가나테: 뼈를 발라낸 안초비를 올리브유, 레몬즙, 오레가노를 넣고 큰 팬에 빠르게 조리한 것

치체니엘리, 아주 작은 치어들은 찌거나 기름과 레몬으로 양념하거나, 가벼운 반죽에 튀겨 먹는데, 이 반죽은 작은 해조류 조각을 튀기는 데도 사용된다.
프리투라 디 파란자(튀긴 생선)는 보통 대구, 염소고기, 안초비 등 작은 크기의 현지 생선으로 만든다. 매우 뜨거울 때, 튀긴 직후에 먹어야 한다(프리엔노 마냔노). 살아있는 새우는 밀가루를 묻히지 않고 튀기는데, 파란자와는 다르다.

## 채소 요리

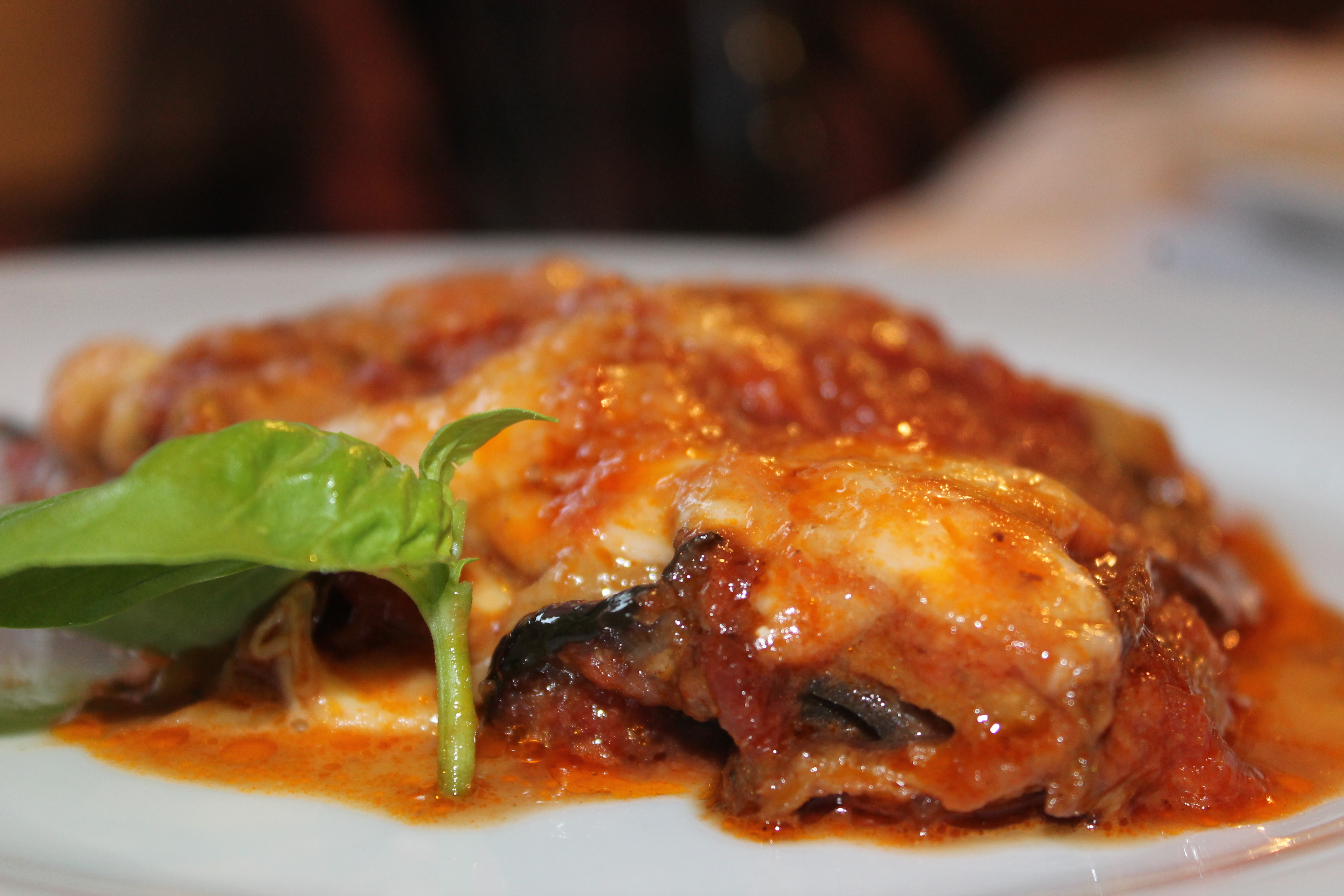
파르미자나 디 멜란자네

채소 요리는 매우 풍성하고 정교하게 될 수 있다. 가장 유명한 것은 다음과 같다.
- 파르미자나 디 멜란자네: 가지 파이로 토마토 소스와 피오르 디 라테를 넣는다.
- gattò di patate([[:it:{{{3}}}|이탈리아어판]]): 감자 파이로 치즈와 살라미를 넣는다.
- 페페로니 리피에니: 속을 채운 통 고추
- 멜란자네 아 바르케타: 가지를 반으로 자르고 속을 파낸 다음 다른 종류의 속 재료를 채운다.

## 튀김
튀긴 생선은 앞서 언급되었지만, 많은 채소는 밀가루와 달걀을 묻혀 튀겨진다(도라테 에 프리테): 아티초크, 주키니, 콜리플라워. 가장 풍성한 버전에는 간 조각, 리코타 치즈, 그리고 과거에는 소의 뇌가 추가되었다. 모차렐라는 도라타 에 프리타 방식으로 준비할 수 있으며, 두 개의 빵 조각을 우유에 부드럽게 한 후 밀가루와 달걀을 묻혀 작은 샌드위치 모양으로 만드는 카로차 방식으로도 만들 수 있다. 전형적인 나폴리 튀김 음식으로는 크로케, 으깬 감자 볼을 빵가루에 묻혀 튀긴 것, 또는 주키니호박의 수꽃을 반죽에 튀긴 sciurilli가 있는데, 이것은 나폴리 역사 지구의 전형적인 튀김 음식 가게인 프리제리아에서 scagliozzi(튀긴 폴렌타 조각), pastacresciute(튀긴 빵 반죽 볼) 및 가지 조각과 함께 구입할 수 있다.
황금색이 될 때까지 튀긴 양파는 유명한 프리타타 디 치폴레(양파 오믈렛)의 기본 재료이다.

## 곁들임 요리
파스타 다음으로 주요 메인 요리는 종종 곁들임 요리와 함께 제공된다.
가장 인기 있는 것들은 다음과 같다.
- 주키니 알라 스카페체: 튀긴 주키니 슬라이스에 식초와 신선한 민트를 뿌린 것
- 멜란자네 아 푼게토: 튀긴 가지로, 두 가지 버전이 있다: 막대 모양으로 튀겨서 방울토마토 소스를 뿌린 것, 또는 주사위 모양으로 튀겨서 토마토를 넣지 않은 것
- 페페로니 인 파델라: 슬라이스한 피망을 검은 가에타 올리브와 케이퍼와 함께 팬에 볶은 것
- 페페론치니 베르디 프리티: 현지에서 나는 작고 맵지 않은 녹색 고추로, 방울토마토 소스를 뿌린 것
- 프리아리엘리: 현지 채소 잎을 기름, 마늘, 고추와 함께 팬에 볶은 것. 종종 튀긴 소시지와 체르벨라티네의 곁들임 요리로 나오며, 때로는 잘게 깍둑썰기한 감자튀김과 함께 나오기도 한다.

## 맛있는 파이
맛있는 파이는 야외 식사에 편리하다. 가장 인기 있는 맛있는 파이는 다음과 같다.
- 피자 디 스카롤라(엔다이브 파이): 마늘, 잣, 건포도, 검은 가에타 올리브, 케이퍼를 넣고 튀긴 스카롤로 만든다. 이 채소는 밀가루, 물, 효모로 만든 간단한 반죽으로 만든 파이의 속 재료이다.
- 카사티엘로 또는 토르타노: 부활절 연휴에 전형적인 음식으로, 보통 부활절 다음 날 야외에서 보낼 때 준비한다.

## 케이크와 디저트

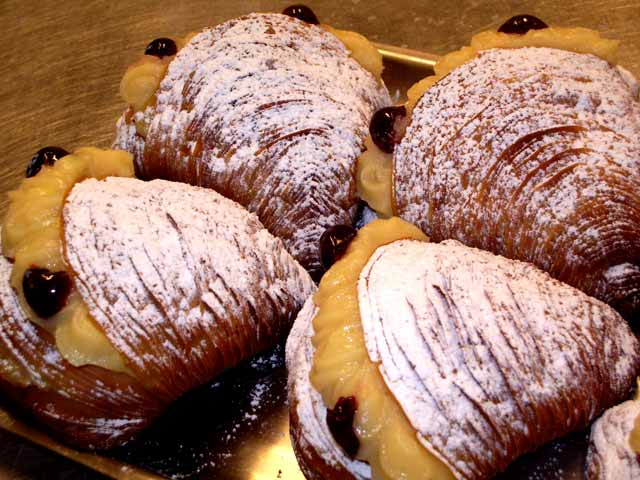
스폴리아텔레 산타 로사

나폴리 요리에는 다양한 종류의 케이크와 디저트가 있다. 가장 유명한 것들은 다음과 같다.
- 바바: 독주 시럽에 충분히 적신 작은 케이크
- 스폴리아텔라: 두 가지 종류가 있다: 폴라("부드러운") 또는 리치아("곱슬곱슬한"). 두 가지 변형은 크림과 검은 체리 속을 추가한 산타 로사, 그리고 비녜 안에 다양한 종류의 크림을 채운 코다 디 아라고스타("랍스터 꼬리")이다.
- 체폴라: 튀기거나 구운 것
- 그라페: 사육제 기간에 준비된다.
- 파스티에라: 부활절 휴일에 준비된다.
- 스트루폴리: 전형적인 크리스마스 케이크
- Delizia al limone([[:it:{{{3}}}|이탈리아어판]])

아이스크림도 유명하다. 가장 전통적인 것은 coviglie와 스푸모니이다.

## 휴일 음식

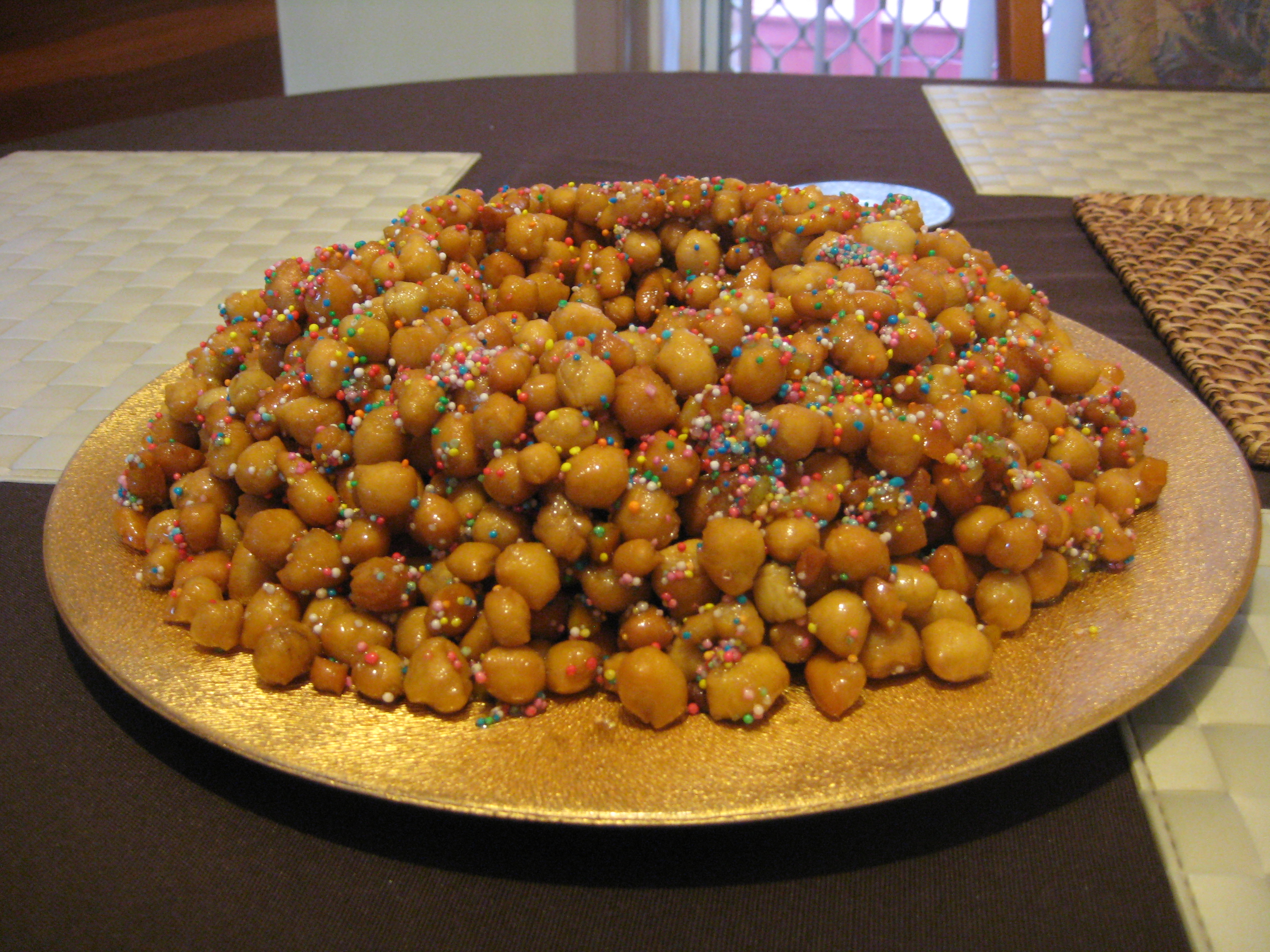
스트루폴리

휴일 레시피는 그 다양성과 풍성함 때문에 특별한 섹션을 차지할 가치가 있다.

### 크리스마스
크리스마스 이브 저녁 식사는 보통 온 가족이 모이는 시간이다. 전형적으로 스파게티 알레 봉골레가 나오고, 이어서 카피토네 프리토와 바칼라 프리토(뱀장어 튀김과 건어 튀김)가 나온다. 곁들임 요리로는 insalata di rinforzo가 있는데, 찐 콜리플라워, 자르디니에라, 맵고 달콤한 고추(푸파첼레), 올리브, 안초비로 만든 샐러드로, 모두 기름과 식초로 양념한다.
크리스마스 케이크는 다음과 같다.
- 스트루폴리
- Roccocò([[:it:{{{3}}}|이탈리아어판]])
- 무스타촐리
- Susamielli([[:it:{{{3}}}|이탈리아어판]])

크리스마스 이브 저녁 식사는 호두, 개암, 볶은 병아리콩, 루핀으로 구성된 말린 과일인 치오치올레와 말린 무화과, 구운 밤인 카스타녜 델 프레테로 완성된다.
크리스마스 점심 식사는 주로 결혼 수프 또는 닭고기 육수를 넣은 수제 파스타이다.

### 부활절 음식

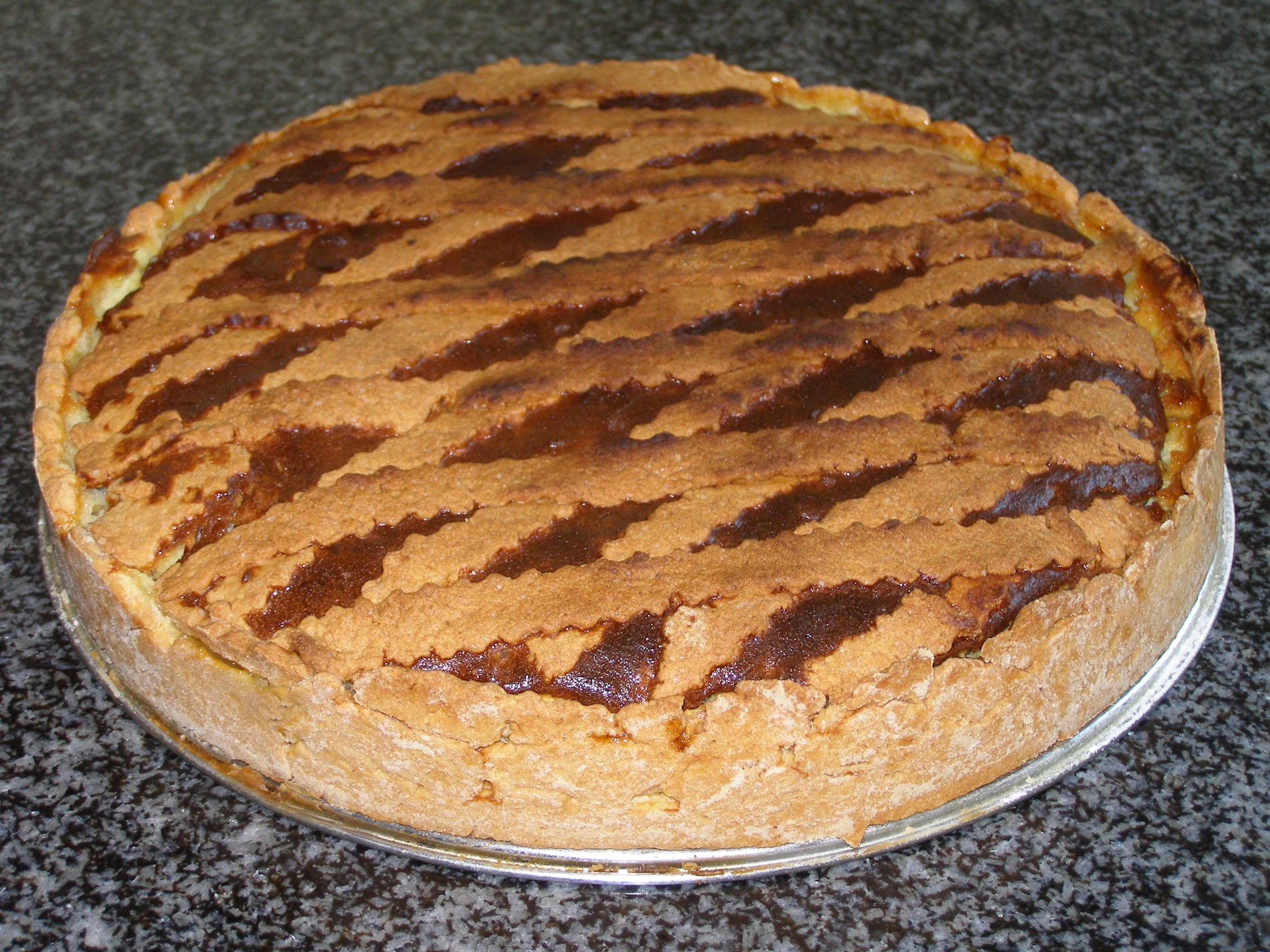
파스티에라

주요 부활절 요리는 카사티엘로 또는 토르타노인데, 다양한 종류의 살라미와 치즈를 넣은 빵 반죽으로 만든 짠 파이로, 부활절 다음 날 야외 점심 식사에도 사용된다. 부활절 점심 및 저녁 식사의 전형적인 음식은 살라미와 카포콜로 그리고 짠 리코타로 구성된 펠라타라는 연회이다. 감자와 완두콩을 넣고 구운 양고기 또는 염소고기도 전형적인 요리이다. 부활절 케이크는 파스티에라이다.

### 다른 휴일
사육제에는 다른 이탈리아 버전과는 달리 베샤멜 소스가 없는 나폴리 버전의 라자냐가 있다. 디저트로는 사보이아르디 비스킷을 곁들인 상귀나초 돌체 또는 다른 이름으로 이탈리아 전역에 퍼져 있는 키아키에레가 있다.
11월 2일(위령의 날) 케이크는 토로네 데이 모르티인데, 일반적인 토로네와 달리 벌꿀과 아몬드로 만들지 않고 코코아와 개암, 말린 과일, 설탕에 절인 과일 또는 커피 등 다양한 속 재료로 만든다.

## 과일
식사 끝에는 종종 과일이 나온다. 현지 생산량이 풍부하며, 가장 인기 있는 현지 제품 중 하나는 안누르카 사과인데, 이 지역 사과의 한 종류로 그 기원이 매우 오래되었다고 전해진다. 로마인들이 처음 심었다고 믿어진다. 수박 조각('오 멜로네)은 옛날에는 작은 길거리 상점(멜루나리)에서 팔렸지만, 요즘은 사라졌다. 달콤하고 맛있는 노란 복숭아(나폴리어로는 '오 페르쿠오코 치 오 피초)도 때때로 몬테디프로치다에서 나는 레드 와인에 조각내어 넣어 맛을 더하는데, 차갑고 스페인 상그리아와 다소 비슷하다.

## 와인

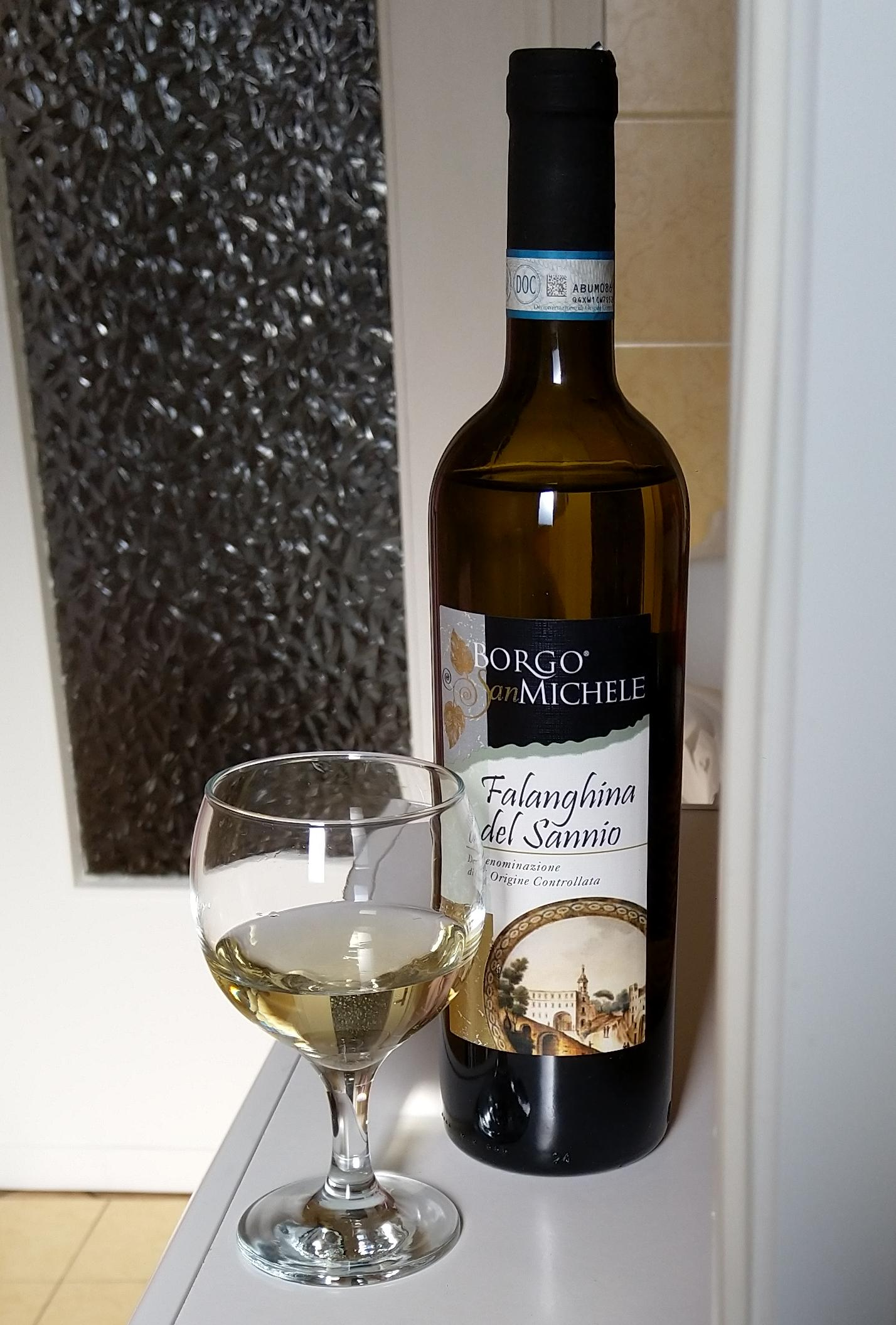
팔랑기나 와인

캄파니아주의 많은 포도주는 현지 요리와 매우 잘 어울린다. 화이트 와인 중 가장 유명한 것은 그레코 디 투포, 팔랑기나, 피아노 디 아벨리노, 아스프리니오 디 아베르사이며, 가장 유명한 레드 와인은 아글리아니코 델 타부르노, 타우라시, 캄피 플레그레이 피에디로소(페레 에 팔룸모로도 알려져 있다), 솔로파카, 그리고 베수비오산에서 생산되는 라크리마 크리스티로, 이는 화이트 와인과 레드 와인 모두 생산된다.

## 리큐어

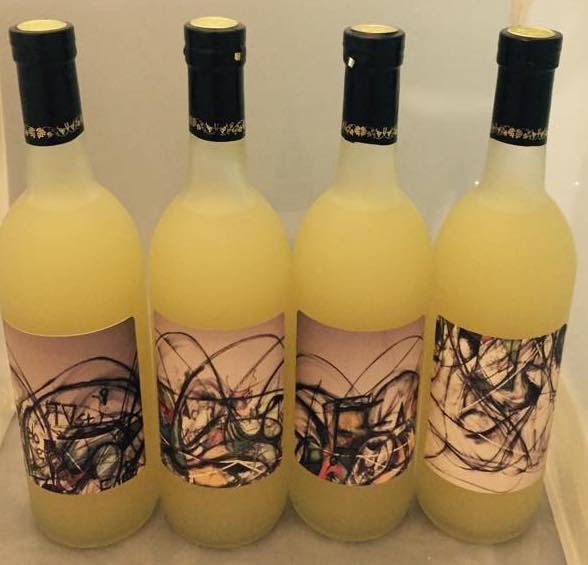
리몬첼로 병

가장 풍성한 점심이나 저녁 식사는 커피와 리큐어로 끝난다. 리몬첼로는 이제 세계적으로 유명하지만, 옛날에는 레몬, 오렌지, 탄제린, 그리고 리모(라임과 혼동하지 말 것)를 넣은 리코레 아이 콰트로 프루티가 가장 선호되었는데, 리모는 현재 매우 희귀한 베르가못의 현지 변형이다.
노치노는 이탈리아 전역에서 매우 인기가 많으며, 가장 높이 평가되는 비터 리큐어이다.

## 나폴리 길거리 음식
나폴리에서는 길거리에서 음식을 사 먹는 관습이 매우 오래 전부터 존재했다. 그 기원은 아마 로마의 테르모폴리움 또는 그 이전으로 거슬러 올라갈 것이다. 전형적인 튀김 음식은 오늘날에도 작은 가게에서 살 수 있다. 예를 들어 pastacresciute(튀긴 빵 반죽 공), scagliozzi(튀긴 폴렌타 조각), sciurilli(튀긴 주키니호박 수꽃), 또는 튀긴 가지 등이 있다. 피자도 길거리에서 먹기 좋게 작은 크기로 만들어지는데, 소위 피자 아 리브레토라고 불리며, 오늘날에도 나폴리 피자리아의 비아 데이 트리부날리, 포르트알바, 피아차 카부르에서 찾아볼 수 있다. 역사 지구의 비아 피냐세카에는 여전히 카르나쿠타리 가게들이 있는데, 다양한 종류의 트리파, 'O pere e 'o musso(돼지 발과 소 코) 또는 옛날 주파 에 카르나코타(트리파 수프)를 판매한다.
메르젤리나에서 비아 카라치올로까지는 여전히 타랄리 은조냐 에 페페(돼지 지방과 검은 후추를 넣은 짠 비스킷)를 파는 작은 가게들이 몇 군데 있다. 요즘에는 옛날 전형적인 '오 브로로 에 푸르포(문어 육수)를 찾기가 매우 드물다.
수십 년 전에는 길거리 가게에서 '오 스파사템포를 팔았는데, 구운 개암, 호박씨, 구운 병아리콩, 루핀을 소금물에 절인 것을 섞은 것이었다.

### 퓨전 요리
많은 나폴리 요리책에는 고전적인 레시피뿐만 아니라 다른 레시피를 나폴리 스타일로 재해석한 것도 실려 있다. 따라서 코톨레타 알라 밀라네세, 카르네 알라 제노베세, 수고 알라 볼로녜제 등과 같은 레시피를 찾는 것은 드문 일이 아니다. 고전 레시피와 재해석된 레시피가 모두 담긴 책은 다음과 같다.
- Jeanne Caròla Francesconi, La vera cucina di Napoli, edit. Newton, 1995 (ISBN 88-8183-021-3).
- Frijenno Magnanno, Salvatore di Fraia, Editore, 포추올리 (NA): 다양한 레시피와 창의적인 나폴리 요리가 수록되어 있다.

## 같이 보기
- 이탈리아 요리
- 아브루초 요리
- 풀리아 요리
- 아르버레셰 요리
- 에밀리아 요리
- 리구리아 요리
- 롬바르디아 요리
- 만토바 요리
- 바실리카타 요리
- 피에몬테 요리
- 로마 요리
- 사르데냐 요리
- 시칠리아 요리
- 토스카나 요리
- 베네치아 요리

## 참고 문헌
가장 오래된 나폴리 요리는 다음을 포함한 고전 작가들의 책에 보고되어 있다.
- Vincenzo Corrado, Il cuoco galante, 나폴리어, III 판, 1786, Forni 출판, Sala Bolognese (BO), 1990.
- Vincenzo Corrado, Pranzi giornalieri variati ed imbanditi in 672 vivande secondo i prodotti della stagione, 나폴리어, III 판, 1832, Grimaldi 재출판, Naples, 2001.
- Ippolito Cavalcanti, Cucina casareccia, 나폴리어, 1839, Il Polifilo 재출판, Milan, 2005 (ISBN 88-7050-324-0).
- Ippolito Cavalcanti, Cucina teorico - pratica, in lingua napoletana, 1852, Grimaldi 재출판, Naples, 2002.